# Fenoarivobe
Fenoarivobe es una ciudad de la provincia de Antananarivo, Madagascar.
- Datos: Q2834496